# Алоизия трёхлистная
Алои́зия трёхли́стная, или лимо́нная вербе́на, или липпия лимонная (лат. Aloýsia citrodóra) — растение, вид рода Алоизия семейства Вербеновые, произрастающее в Аргентине, Парагвае, Бразилии, Уругвае, Чили и Перу. В Европу оно было ввезено испанцами в XVII веке.
Возделывают для получения зелёной массы, из которой извлекают эфирное масло.

## Биологическое описание
Алоизия трёхлистная — многолетний кустарник высотой 3—7 м с ароматными ланцетовидными листьями.
Цветки мелкие, белого или фиолетового цвета; появляются в августе — сентябре.
Растение предпочитает влажные солнечные места и суглинистую почву.

## Химический состав
Растение содержит эфирное масло главными компонентами которого являются: цитраль (30-35%), нерол и гераниол. Cушеная алоизия содержит 11,6 мг/100 г eвпаторина (флавоноид).

## Хозяйственное значение и применение
Благодаря лимонному запаху растение используется в качестве приправы к сладким блюдам и как компонент травяных чаёв.
Вербеновое масло применяют в парфюмерной и пищевой промышленности. В состав масла входит до 30 % цитраля, около 1 % гераниола, метилгептенон и сесквитерпены. Масло получают паровой перегонкой листьев и молодых ветвей с выходом 0,3—0,7 % (в зависимости от соотношения в сырье листьев и стеблей). Масло обладает приятным лимонным запахом и окрашено обычно в коричневый цвет.
Алоизия трёхлистная часто культивируется в холодных оранжереях под именем «пуншевого растения» (нем. Punschpflanze); иногда ею пользуются для придания аромата чаю. В Южной Испании распространена как садовое растение.

## Ботаническая классификация

### Синонимы
По данным The Plant List на 2013 год, в синонимику вида входят:
- Aloysia sleumeri Moldenke
- Aloysia triphylla (L'Hér.) Britton
- Aloysia triphylla Royle
- Cordia microcephala Willd. ex Roem. & Schult.
- Lippia citriodora (Paláu) Kunth
- Lippia triphylla (L'Hér.) Kuntze
- Verbena citriodora (Palau) Cav.
- Verbena fragrans Salisb., nom. illeg.
- Verbena triphylla L'Hér.
- Zappania citriodora (Palau) Lam.